# Skorno pri Šoštanju
Skorno pri Šoštanju este o localitate din comuna Šoštanj, Slovenia, cu o populație de 345 de locuitori.